# LGM-30 Minuteman
Il Minuteman III è un ICBM, cioè un missile balistico intercontinentale in grado di trasportare testate nucleari fino alla distanza di circa 11000 chilometri.
Il nome Minuteman viene dal nome dato ai membri della milizia delle Colonie Americane, che dovevano essere pronti per la battaglia con un preavviso di un solo minuto. Successivamente il termine “Minuteman" è stato applicato anche a diverse altre unità militari americane, per richiamare il successo e il patriottismo dei combattenti di questa milizia.
Costruito dagli USA è il solo missile ICBM lanciato da terra ed è complementare al missile Trident imbarcato nei sottomarini e alle armi nucleari trasportate dai bombardieri strategici a lungo raggio. Il missile è contenuto in grandi silos di cemento rinforzati e collegati ai siti di comando con cavi corazzati per non essere distrutti da un eventuale attacco atomico.
Gli ufficiali responsabili del lancio hanno eseguito gli ordini del Strategic Air Command fino al 1992 (anno in cui è stato disattivato), da allora tutti gli ICBM USA sono gestiti dal Air Force Space Command (AFSPC).
In caso di distruzione dei siti due aerei speciali EC-135 fanno da comando volante garantendo la continuità della linea di comando da chi impartisce l'ordine di lancio a chi materialmente lo esegue.
Può trasportare un bus con 4 testate nucleari ma secondo le regole siglate dal Trattato contro il nucleare, START II, tale trasporto è stato vietato, limitandolo a una sola testata nucleare.
La sigla "LGM" (Land Guided Missile) indica con la "L" che il missile è destinato ad attaccare bersagli di superficie, con la "G" che è un missile guidato, mentre la "M" sta per missile.
La United States Air Force (USAF) aveva in programma di tenere in servizio il missile fino al 2020, ma se aggiornato potrebbe restare in servizio fino al 2040.
Attualmente la dotazione di Minuteman degli Stati Uniti consiste in 500 Minuteman pronti all'interno di appositi silos di lancio nelle basi di F.E. Warren nel Wyoming, di Malmstrom nel Montana e di Minot nel Dakota del Nord.
Il missile è del tipo guidato a guida inerziale con tre stadi a propellente solido e in aggiunta il modulo di rientro principale ha un motore a propellente liquido con la possibilità di correggere la traiettoria.
Il Minuteman III è entrato in servizio nel 1970 e sin da allora viene sempre aggiornato.

## Storia
I missili Minuteman I e Minuteman II sono stati in servizio dagli inizi degli anni sessanta fino al 1997. Il Minuteman III, sviluppato nel 1969, con gli ultimi aggiornamenti dovrebbe restare in servizio fino al 2029-30 e la sua sostituzione è stata prevista con l'LGM-35 Sentinel.

### Minuteman I(LGM-30A/B)
Il missile LGM-30A Minuteman I entrò a far parte dell'arsenale dello Strategic Air Command nel 1962 e venne dislocato nella base di Malmstrom nel Montana, mentre il tipo LGM-30B Minuteman I fu operativo nella Ellsworth Air Force Base nel Dakota del Sud, nella Minot Air Force Base in Dakota del Nord, nella F.E. Warren Air Force Base, nel Wyoming, nella Grand Forks Air Force Base, nel North Dakota, e nella Whiteman Air Force Base nel Missouri nel 1963. Ciascuna base ebbe assegnati 150 missili eccetto la F.E. Warren Air Force Base, che ebbe assegnati 200 missili.
Il Minuteman I usava il computer di volo Autonetics D-17. I computer di volo e di guida tipo D-17B e tipo D-37C sono stati componenti integrali rispettivamente dei Minuteman I e dei Minuteman II, mentre il tipo D-37D trova posto nei Minuteman III. Il costo di questi computer di volo e di guida va dai 139000 ai 250000 dollari.

### Minuteman II(LGM-30F)

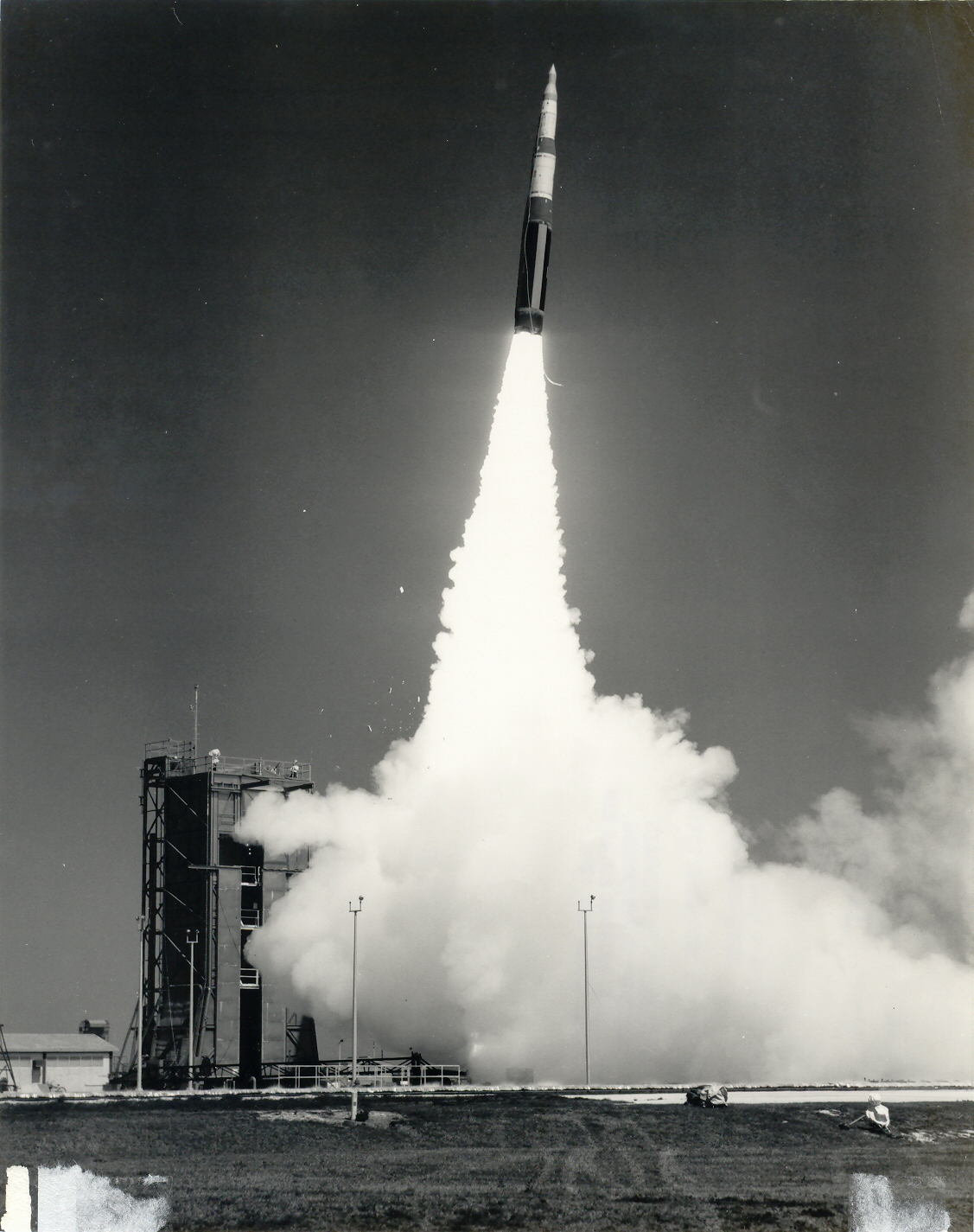
Lancio di un Minuteman II

Il missile LGM-30F Minuteman II fu un miglioramento del Minuteman I. Lo sviluppo del progetto venne iniziato nel 1962, non appena entrarono in servizio i primi Minuteman I e la loro produzione avvenne tra il 1965 e il 1967.
I missili LGM-30F Minuteman II, in totale 450, vennero impiegati alla Ellsworth Air Force Base nel Dakota del Sud, alla Grand Forks Air Force Base nel North Dakota, alla Malmstrom Air Force Base nel Montana e alla Whiteman Air Force Base nel Missouri. Era un ICBM a quattro stadi che trasportava una singola testata termonucleare da 2 megaton. È stato completamente rimpiazzato dai Minuteman III negli anni ottanta.

### Minuteman III(LGM-30G)
Il programma LGM-30G Minuteman III iniziato nel 1966 prevedeva diversi miglioramenti che lo distinguevano dal precedente LGM-30F Minuteman II con una maggior capacità di carico ed un'accresciuta capacità di sopravvivenza ad un attacco nucleare.

## Schema di funzionamento del missile

Sequenza di lancio di un missile Minuteman III MIRV:
1. Il missile viene espulso dal silo attraverso la spinta del 1º stadio (A).
2. Circa 60 secondi dopo il lancio il 1º stadio si sgancia e si accende il motore del 2º stadio (B). La protezione del missile (E) viene espulsa.
3. Circa 120 secondi dopo il lancio, si accende il motore del 3º stadio (C) e si separa dal 2º stadio.
4. Circa 180 secondi dopo il lancio, il 3º stadio termina la sua spinta e il modulo di rientro principale (D) si separa dal razzo per andare in orbita.
5. Il modulo di rientro principale autoguidato inizia a scendere posizionandosi sulla traiettoria di rilascio della testate.
6. Il veicolo principale, man mano che scende rilascia le testate nucleari che contiene al suo interno.
7. Le testate nucleari autonomamente si dirigono per colpire i bersagli prestabiliti dal computer.
8. Le testate nucleari detonano o nell'aria o al suolo.